# Aqrabi

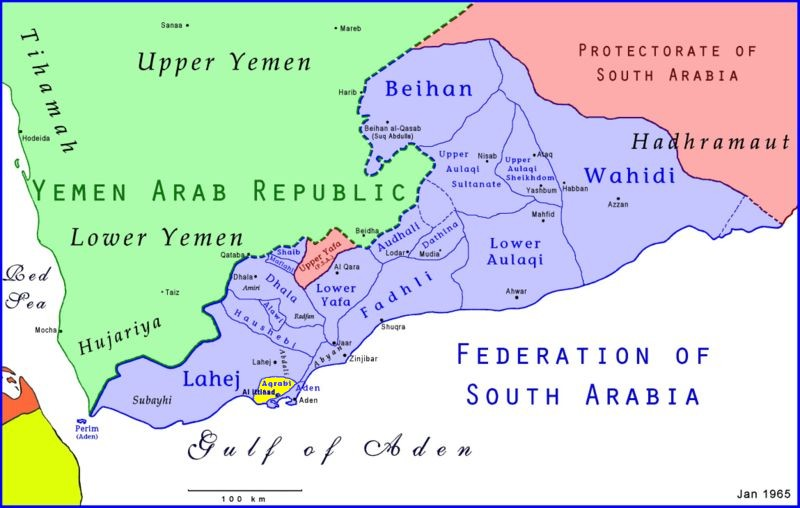
Ubicación de Aqrabi dentro de la Federación de Arabia del Sur (en amarillo)

Aqrabi (en árabe: عقرب‎, transliteración: 'Aqrabī), fue un estado del protectorado británico de Adén, de la Federación de Emiratos Árabes del Sur, y su sucesora, la Federación de Arabia del Sur. Su capital era la ciudad de Bir Ahmad.

## Historia
Los jeques de Aqrabi se separaron del sultanato de Lahij en el siglo XVIII. En 1839, el puerto cercano de Adén se convirtió en un puesto de avanzada del Imperio Británico, por lo que la influencia británica en la población de Aqrabi comenzó a crecer. Aqrabi fue uno de los nueve cantones originales que suscribieron acuerdos de protección con el Imperio Británico a fines del siglo XIX y que formó parte del Protectorado Británico de Adén. Posteriormente formó parte de la Federación de Emiratos Árabes del Sur, y su sucesora, la Federación de Arabia del Sur. El último jeque gobernante, Mahmud ibn Muhammad Al Aqrabi, fue depuesto en agosto de 1967, tras lo cual el estado de Aqrabi fue abolido en noviembre de ese año y se integró a la República Popular de Yemen del Sur, por lo que actualmente el territorio de Aqrabi pertenece a Yemen.
- Datos: Q2121850